# 高輪橋架道橋下区道

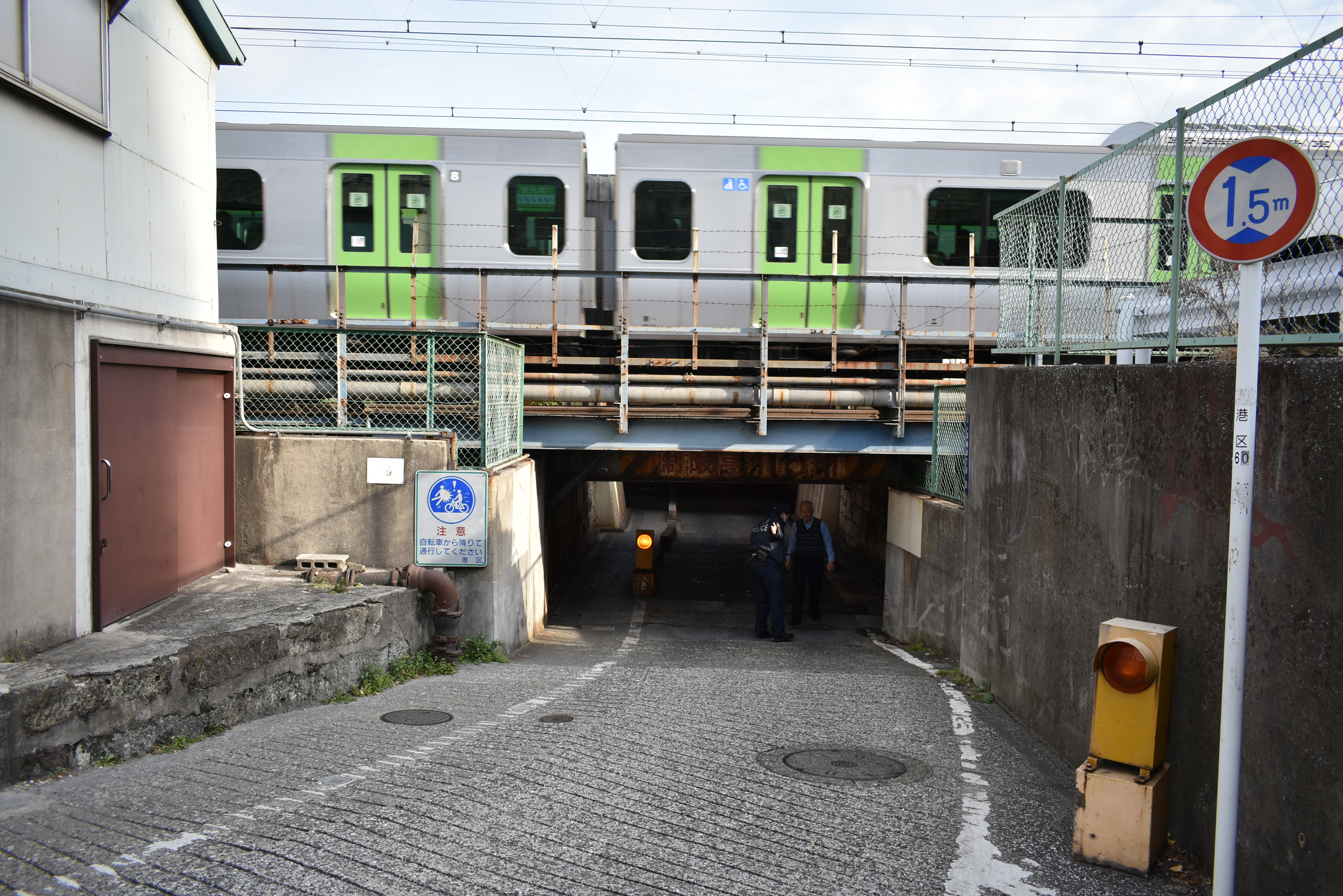
在りし日の高輪橋架道橋（線路切替で撤去され現存せず）

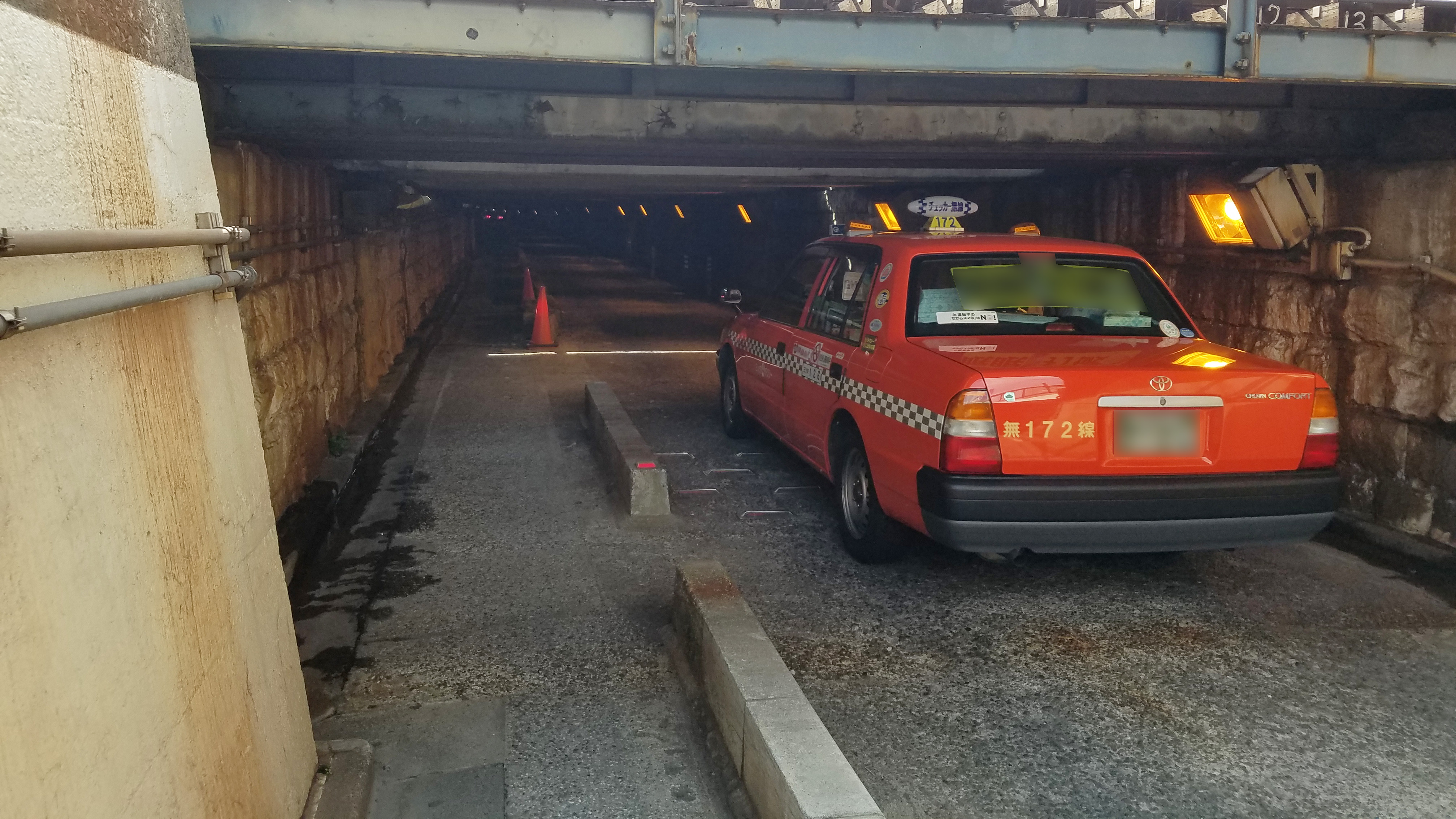
かつての高輪橋架道橋下区道を通過するタクシー

高輪橋架道橋下区道（たかなわばしかどうきょうしたくどう）は、東京都港区の高輪橋架道橋下を通る高輪地区（泉岳寺駅周辺）と港南地区（高浜公園周辺）を結ぶ区が管理する道路。特別区道第241号線にあたる。

## 概要
高輪橋架道橋には田町駅から品川駅に伸びるJR線（山手線、京浜東北線、東海道本線、東海道新幹線と車両基地の線路）が通っており高輪橋架道橋下区道はその下をくぐる区道にあたる。東行き一方通行で道幅は5メートル (m) を有する一方、天井の高さ制限が1.5 mと極めて低く、タクシーの屋根に設置される社名表示灯が天井に接触して壊れたことから「提灯殺し」の異名で知られていた。本道路を境に北側は芝浦4丁目、南側は港南2丁目となる。
明治初期、この地域は海で新橋―横浜間に鉄道が開通したとき、当時の海岸線から50 mほど沖合に高輪築堤を築いてそこに線路を敷いた。高輪橋架道橋は運河から海へと出る水路があった名残で、後年海側も埋め立てが進んで人や車が行き来するガードとなった。
車道としては架道橋を抜け港南側に出ると右折し、東海道新幹線（進行方向右手）と芝浦中央公園・芝浦水再生センター（左手）の間を一車線一方通行で南下し、NTTデータ品川ビルのところで左折して区道242号に合流するが、歩行者・自転車は区道1119号へ直進でき左折して芝浦橋を渡り区道837号へと至る。
2020年（令和2年）4月12日 - 2032年（令和14年）3月まで（予定）、高輪ゲートウェイ駅を中核とした周辺地区の「グローバルゲートウェイ品川（仮称）」（正式名称「TAKANAWA GATEWAY CITY」）開発に伴い車道が閉鎖される（当面は歩行者と自転車の押し歩き通行は可）。なお、将来的には地区幹線道路（高輪地区第二東西連絡道路）として幅員・高さが拡幅される予定で、線路が渡る鉄道橋（溝渠）としての高輪橋は無くなり（橋桁ではなく道床軌道化）、アンダーパスの道路となる計画である。
2021年5月11日より、一部区間が地表（2019年11月16日まで山手線・京浜東北線軌道があったTAKANAWA GATEWAY CITY整備予定地の工事現場内）を通る仮設の迂回路となった。現行供用線路部分は従来の地下道に合流する。
架道橋道の北側に並行するように新放水路のパイプカルバートが敷設されたことをうけ、2023年10月19日より架道橋の南側壁裏を抜けていた暗渠放水路を道路に切り替えた。これにより高輪橋架道橋の旧路は全て撤去されることになった。なお、放水路跡通路は高さが約2.6mあり、壁の上半分をセメント補強で白塗りし、新たに白色灯照明も設置されたことにより、旧道時代のような圧迫感は軽減された。引き続き歩行者・自転車のみ東西相互往来通行可となっている。なお、この放水路も架道橋下道同様、高輪築堤に伴う旧水路を活かしたもので、一部の壁面では往時の石垣構造を見ることができる。